# Cheironitis audens
Cheironitis audens е вид бръмбар от семейство Листороги бръмбари (Scarabaeidae). Видът не е застрашен от изчезване.

## Разпространение и местообитание
Разпространен е в Намибия и Южна Африка.
Обитава гористи местности, места с песъчлива и суха почва, ливади, храсталаци, савани и плата.